# Girls, Girls, Girls
《Girls, Girls, Girls》는 1987년 5월 15일에 발매된 미국의 헤비 메탈 밴드 머틀리 크루의 네 번째 스튜디오 음반이다. 이 음반은 히트 싱글 〈Girls, Girls, Girls〉, 〈You're All I Need〉, 그리고 MTV가 가장 좋아하는 〈Wild Side〉를 포함하고 있다. 이 음반은 밴드의 이전 두 음반인 《Shout at the Devil》와 《Theatre of Pain》을 제작했던 프로듀서 톰 워먼과의 마지막 협업이었다. 이 음반들처럼, 《Girls, Girls, Girls》는 4배의 플래티넘 지위를 달성하여 4백만 장 이상의 판매고를 올렸고 빌보드 200에서 2위에 올랐다. 이 음반은 블루스 록에 영향을 받은 사운드로의 변화를 의미했고, 긍정적인 반응을 얻었다.

## 평가
| 전문가 평가                      | 전문가 평가 |
| 평가 점수                        | 평가 점수   |
| 출처                             | 점수        |
| -------------------------------- | ----------- |
| AllMusic                         | [ 6 ]       |
| Collector's Guide to Heavy Metal | 5/10        |
| Metal Storm                      | 9.0/10      |
| PopMatters                       | unfavorable |
| The Rolling Stone Album Guide    | [ 10 ]      |

《Girls, Girls, Girls》는 엇갈린 평가를 받았지만 대체로 긍정적인 평가를 받았다. 1987년 6월 12일자 《조지아 스트레이트》 잡지에서는 믹 마스의 기타가 1985년의 《Theatre of Pain》에서보다 더 두드러지게 마지막 믹스에서 피처링 된 것에 대해 찬사를 보냈으며, 1981년의 《Too Fast for Love》 이후로 그들의 최고의 작품이라고 평가했다. 이 잡지는 이 음반이 "〈Dancing on Glass〉, 〈Five Years Dead〉, 그리고 에어로스미스의 〈Draw the Line〉을 기억하기 쉬운 기타 리프를 연주하는 타이틀곡과 같은 곡들에서 그들의 첫 번째 발매의 흥분을 일부 되찾았다"고 말했다.
올뮤직의 스티브 휴이는 이 음반에 별 4개의 등급을 부여했으며, "《Girls, Girls, Girls》는 머틀리 크루의 광고적인 인기 있는 연속을 이어갔고, 결국 전작인 《Theatre of Pain》처럼 4배 플래티넘이 되었다. 한편, 타이틀곡은 그들의 두 번째 톱 20 싱글을 가져왔고, 〈Wild Side〉는 인기 있는 MTV 아이템이 되었다."라고 밝혔다. 〈Wild Side〉는 《얼티밋 클래식 록》에 의해 밴드의 가장 복잡한 작곡 중 하나로 묘사되어 음악성과 가사 모두에서 복잡성을 보여주었다.
이 음반은 빌보드 200 차트에서 2위로 정점을 찍었다. 그것이 1위에 올랐던 주에 휘트니 휴스턴의 두 번째 음반인 《Whitney》가 차트에서 1위로 데뷔했다. 마침내, 그 밴드의 다음 음반인 《Dr. Feelgood》 (1989년)는 계속해서 빌보드 200 1위 자리를 차지했다. 그 음반은 또한 《Shout at the Devil》와 《Theatre of Pain》에 이어 그 밴드가 연속으로 4배 플래티넘에 오른 세 번째 음반이기도 했다.
《메탈 해머》는 이 음반을 1987년 최고의 메탈 음반 20위에 올려놓았고, 이 음반을 "아레나 록의 거장"이라고 불렀다.

## 곡 목록
| #  | 제목                    | 작사·작곡          | 재생 시간 |
| -- | ----------------------- | ------------------ | --------- |
| 1. | 〈Wild Side〉           | 니키 식스, 토미 리 | 4:41      |
| 2. | 〈Girls, Girls, Girls〉 | 식스, 리, 믹 마스  | 4:30      |
| 3. | 〈Dancing on Glass〉    | 식스, 마스         | 4:18      |
| 4. | 〈Bad Boy Boogie〉      | 식스, 리, 마스     | 3:27      |
| 5. | 〈Nona〉                | 식스               | 1:27      |

| #   | 제목                                            | 작사·작곡                | 재생 시간 |
| --- | ----------------------------------------------- | ------------------------ | --------- |
| 6.  | 〈Five Years Dead〉                             | 식스                     | 3:50      |
| 7.  | 〈All in the Name Of...〉                       | 식스, 빈스 닐            | 3:39      |
| 8.  | 〈Sumthin' for Nuthin'〉                        | 식스, 닐                 | 4:49      |
| 9.  | 〈You're All I Need〉                           | 리, 식스                 | 4:32      |
| 10. | 〈Jailhouse Rock (Live, 엘비스 프레슬리 커버)〉 | 제리 리버, 마이크 스톨러 | 4:39      |

## 인증
| 국가                       | 인증        | 판매량/출하량 |
| -------------------------- | ----------- | ------------- |
| 캐나다 (뮤직 캐나다)       | 2× 플래티넘 | 200,000^      |
| 영국 (BPI)                 | 실버        | 60,000^       |
| 미국 (RIAA)                | 4× 플래티넘 | 4,000,000^    |
| ^출하량을 기반으로 한 인증 |             |               |